# Naches

Lage von Naches im Yakima County

Naches ist eine Town im Yakima County im US-Bundesstaat Washington. Das U.S. Census Bureau hat bei der Volkszählung 2020 eine Einwohnerzahl von 1084 ermittelt.

## Wirtschaft
Die Wirtschaft von Naches basiert hauptsächlich auf Forst- und Landwirtschaft. Naches ist bekannt für das in großer Menge produzierte Obst, darunter Äpfel, Kirschen und Birnen.

## Geographie
Naches liegt im Naches Valley des Naches River auf 46°43'45" N / 120°41'57" W. Laut dem United States Census Bureau nimmt die Stadt eine Fläche von 1,79 km² ein, darunter keinerlei Wasserflächen.

## Klima
|                        | Jan    | Feb    | Mär    | Apr   | Mai   | Jun   | Jul   | Aug   | Sep   | Okt    | Nov    | Dez    |   |        |
| Mittl. Temperatur (°C) | −0,56  | 2,50   | 6,11   | 9,44  | 13,89 | 17,78 | 21,39 | 20,83 | 16,11 | 9,44   | 3,06   | −1,94  | ⌀ | 9,9    |
| Mittl. Tagesmax. (°C)  | 20,00  | 20,56  | 26,67  | 33,33 | 38,89 | 40,56 | 42,78 | 43,33 | 37,78 | 31,11  | 22,78  | 19,44  | ⌀ | 31,5   |
| Mittl. Tagesmin. (°C)  | −29,44 | −31,67 | −18,83 | −7,78 | −3,89 | −1,11 | 1,11  | 1,67  | −4,44 | −15,56 | −25,00 | −27,22 | ⌀ | −13,4  |
|                        |        |        |        |       |       |       |       |       |       |        |        |        |   |        |
| Niederschlag (mm)      | 29,21  | 20,57  | 15,75  | 13,97 | 14,73 | 15,75 | 5,59  | 6,60  | 9,14  | 13,72  | 26,67  | 38,86  | Σ | 210,56 |

| −29,44 |

| −31,67 |

| −18,83 |

| −7,78 |

| −3,89 |

| −1,11 |

| 1,11 |

| 1,67 |

| −4,44 |

| −15,56 |

| −25,00 |

| −27,22 |

| −29,44 |

| −31,67 |

| −18,83 |

| −7,78 |

| −3,89 |

| −1,11 |

| 1,11 |

| 1,67 |

| −4,44 |

| −15,56 |

| −25,00 |

| −27,22 |

## Demographie
| Jahr | Einwohner¹ |
| ---- | ---------- |
| 1930 | 423        |
| 1940 | 536        |
| 1950 | 633        |
| 1960 | 680        |
| 1970 | 666        |
| 1980 | 644        |
| 1990 | 596        |
| 2000 | 643        |
| 2010 | 795        |
| 2020 | 1084       |

¹ 1930–2020: Volkszählungsergebnisse

### Census 2000
Nach der Volkszählung von 2000 hatte Naches 643 Einwohner, 258 Haushalte und 175 Familien. Die Bevölkerungsdichte betrug 620,7/ km². Es gab 279 Wohneinheiten bei einer mittleren Dichte von 269,3 pro km². Die Bevölkerung bestand zu 86,94 % aus Weißen, zu 1,40 % aus Indianern, zu 0,16 % aus Asiaten, zu 0,16 % aus Pazifik-Insulanern, zu 6,69 % aus anderen „Rassen“ und zu 4,67 % aus zwei oder mehr „Rassen“. Hispanics oder Latinos „jeglicher Rasse“ bildeten 10,89 % der Bevölkerung.
Von den 258 Haushalten beherbergten 32,6 % Kinder unter 18 Jahren, 53,4 % wurden von zusammen lebenden verheirateten Paaren und 12,4 % von alleinstehenden Müttern geführt; 31,8 % waren Nicht-Familien. 26,7 % der Haushalte waren Singles und 11,2 % waren alleinstehende über 65-jährige Personen. Die durchschnittliche Haushaltsgröße betrug 2,49 und die durchschnittliche Familiengröße 3,04 Personen.
Der Median des Alters in der Stadt betrug 34 Jahre. 26,6 % der Einwohner waren unter 18, 10,0 % zwischen 18 und 24, 30,5 % zwischen 25 und 44, 20,8 % zwischen 45 und 64 und 12,1 % 65 Jahre oder älter. Auf 100 Frauen kamen 102,2 Männer, bei den über 18-Jährigen waren es 86,6 Männer auf 100 Frauen.
Alle Angaben zum mittleren Einkommen beziehen sich auf den Median. Das mittlere Haushaltseinkommen betrug 42.083 US$, in den Familien waren es 47.679 US$. Männer hatten ein mittleres Einkommen von 28.750 US$ gegenüber 22.961 US$ bei Frauen. Das Pro-Kopf-Einkommen betrug 15.084 US$. Etwa 10,7 % der Familien und 11,0 % der Gesamtbevölkerung lebte unterhalb der Armutsgrenze; das betraf 13,8 % der unter 18-Jährigen und 4,5 % der über 65-Jährigen.

### Census 2010
Nach der Volkszählung von 2010 gab es in Naches 795 Einwohner, 317 Haushalte und 225 Familien. Die Bevölkerungsdichte betrug 444,9/ km². Es gab 346 Wohneinheiten bei einer mittleren Dichte von 193,6 pro km². Die Bevölkerung bestand zu 92,8 % aus Weißen, zu 0,6 % aus Afroamerikanern, zu 1,5 % aus Indianern, zu 3,3 % aus anderen „Rassen“ und zu 1,8 % aus zwei oder mehr „Rassen“. Hispanics oder Latinos „jeglicher Rasse“ bildeten 8,3 % der Bevölkerung.
Von den 317 Haushalten beherbergten 37,9 % Kinder unter 18 Jahren, 45,7 % wurden von zusammen lebenden verheirateten Paaren, 16,4 % von alleinerziehenden Müttern und 8,8 % von alleinstehenden Vätern geführt; 29,0 % waren Nicht-Familien. 23,7 % der Haushalte waren Singles und 9,2 % waren alleinstehende über 65-jährige Personen. Die durchschnittliche Haushaltsgröße betrug 2,51 und die durchschnittliche Familiengröße 2,88 Personen.
Der Median des Alters in der Stadt betrug 37,4 Jahre. 26,3 % der Einwohner waren unter 18, 9,1 % zwischen 18 und 24, 24,7 % zwischen 25 und 44, 27,3 % zwischen 45 und 64 und 12,6 Jahre oder älter. Von den Einwohnern waren 49,6 % Männer und 50,4 % Frauen.

## Weitere Informationen
- Gretta Petersen Gossett: Beyond The Bend: A history of the Nile Valley in Washington State. Ye Galleon Press, 1980, ISBN 0-87770-213-6.
- Developing interest in Naches. Yakima Herald-Republic, 24. April 2011 (englisch).